# Przedłużacz

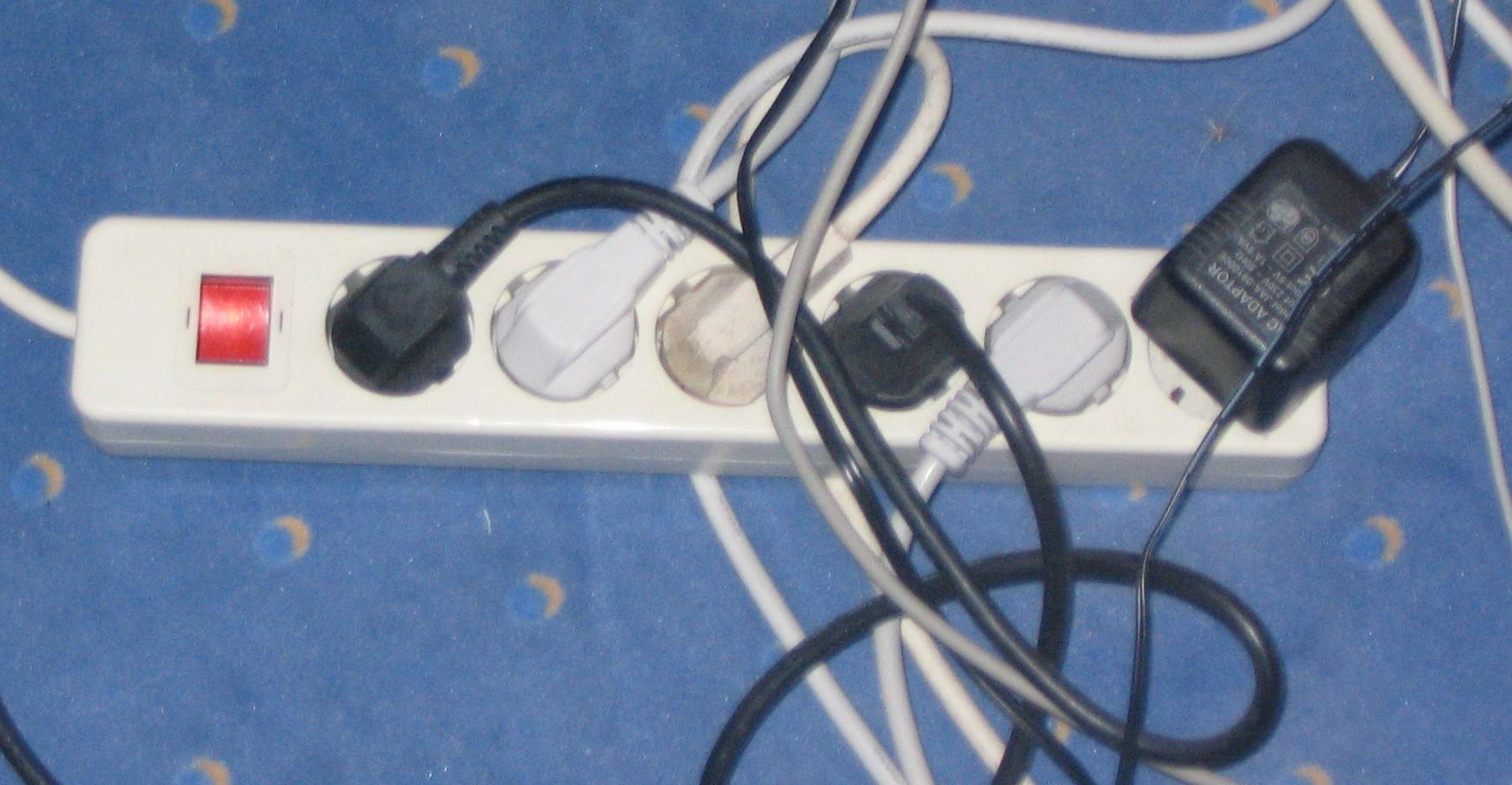
Przedłużacz z rozgałęźnikiem do gniazdek elektrycznych typu północnoeuropejskiego (Niemcy)

Przedłużacz, kabel przedłużający – odcinek przewodu elektrycznego służący do zwiększenia zasięgu przewodu pomiędzy gniazdem sieci elektrycznej a urządzeniem pobierającym prąd.